# Condado del Sacro Romano Imperio

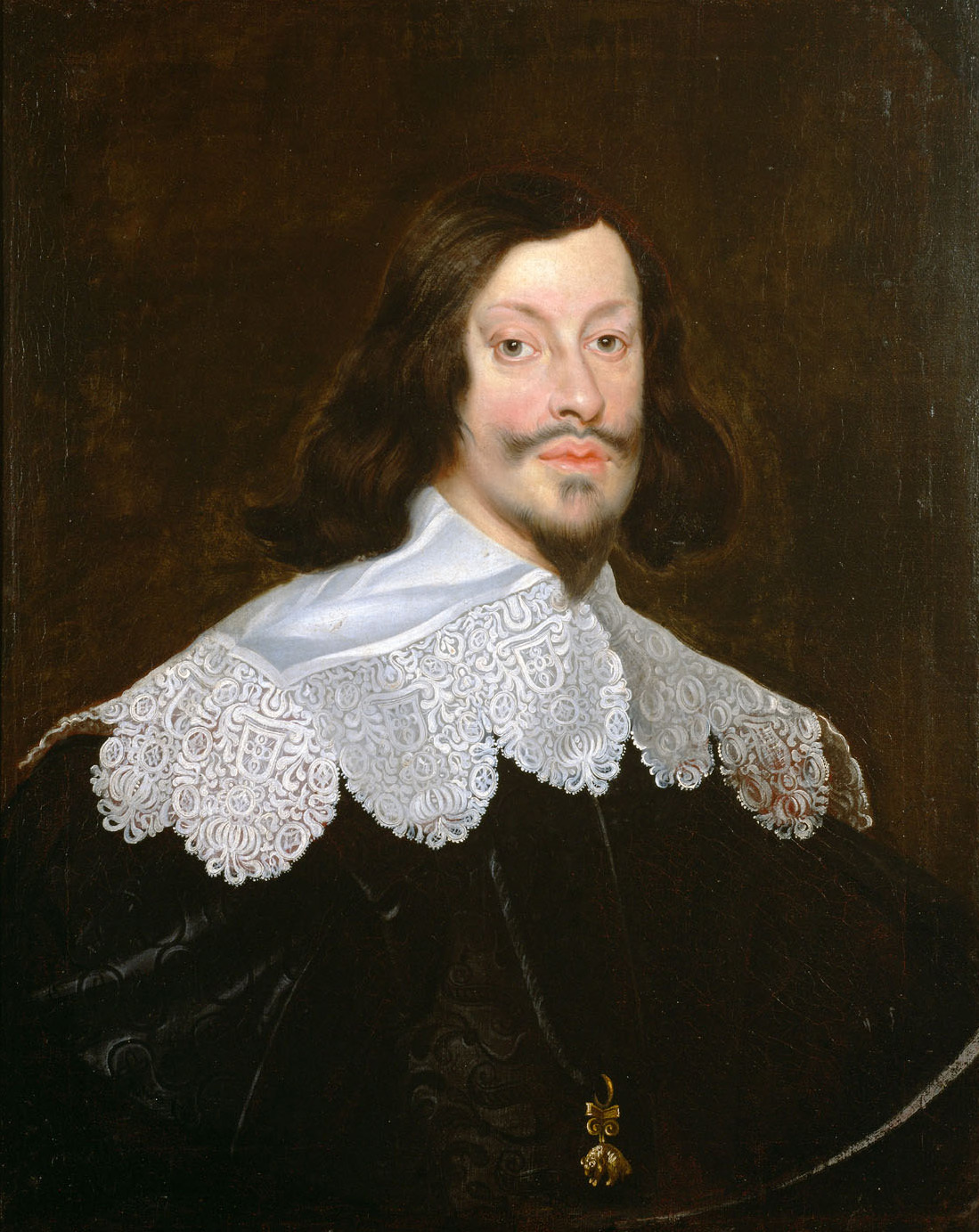
Fernando III de Habsburgo, Emperador del Sacro Imperio Romano Germánico, Rey de Hungría, Rey de Bohemia y Archiduque de Austria.

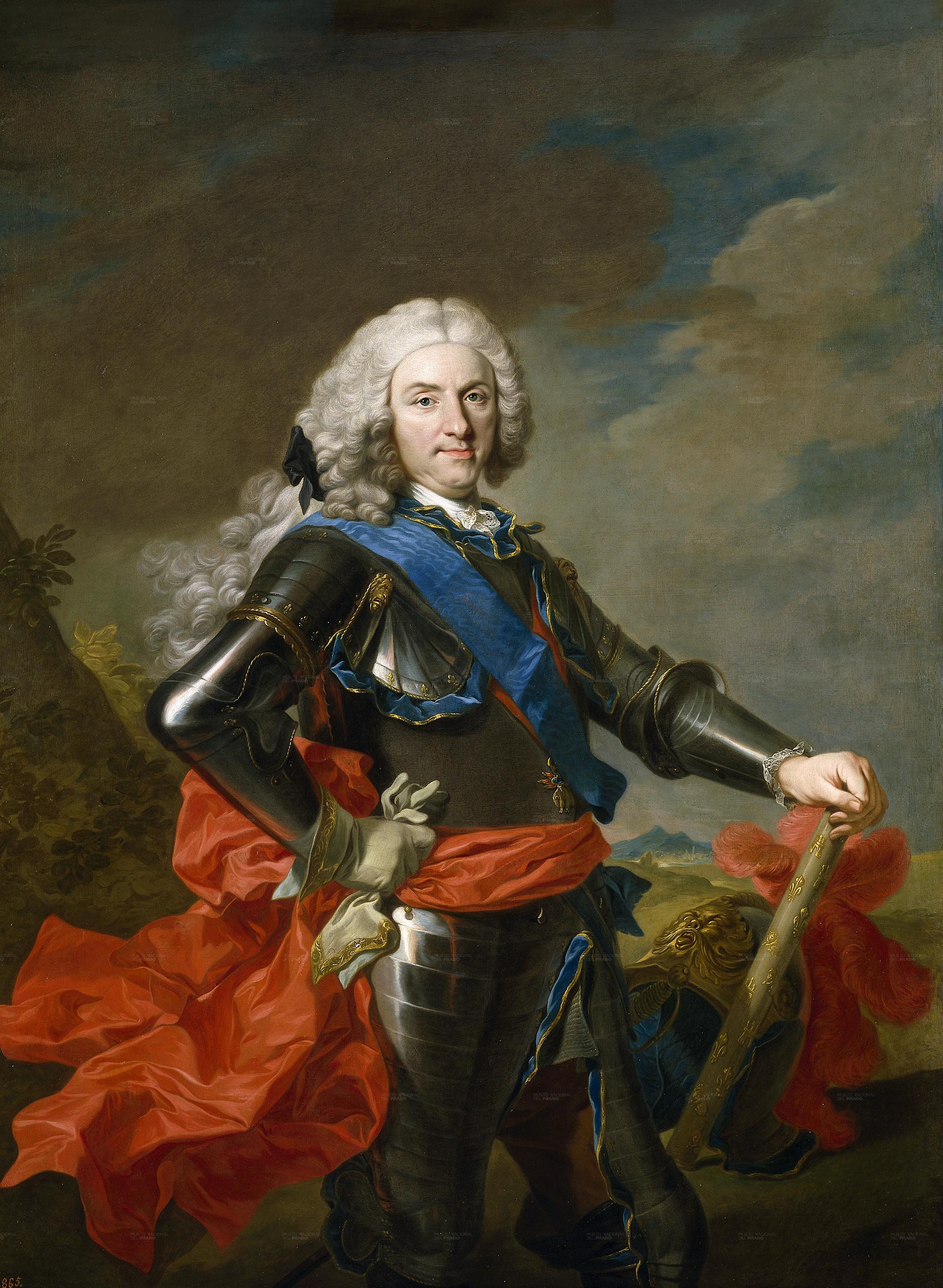
Felipe V Rey de España, Nápoles, Sicilia y Cerdeña, duque de Milán y soberano de los Países Bajos.

El condado del Sacro Romano Imperio  es un título nobiliario español concedido en Austria el 18 de abril de 1641 por el Emperador Fernando III a favor Fernando Vera y Zúñiga.
Este título fue reconocido como título del reino en 1730 por el rey de España Felipe V al IV conde del Sacro Romano Imperio, Vicente Javier de Vera Ladrón de Guevara y Torres, con la misma denominación, como Primer conde.

## Condes del Sacro Romano Imperio
| "Condes del Sacro Romano Imperio"      | "Condes del Sacro Romano Imperio"                             | "Condes del Sacro Romano Imperio"      |
| Creación por el Emperador Fernando III | Creación por el Emperador Fernando III                        | Creación por el Emperador Fernando III |
| -------------------------------------- | ------------------------------------------------------------- | -------------------------------------- |
| I                                      | Fernando Vera y Zúñiga                                        | 1641-                                  |
| II                                     | María Antonia de Vera y de Vargas                             |                                        |
| III                                    | Fernando Francisco Ladrón de Guevara y Vera                   |                                        |
| IV                                     | Vicente Javier de Vera Ladrón de Guevara y Torres             | ? -1730                                |
| Condes del Sacro Romano Imperio        |                                                               |                                        |
| Reconocido por Felipe V                |                                                               |                                        |
| I                                      | Vicente Javier de Vera Ladrón de Guevara y Torres             | 1730- ?                                |
| II                                     | Vicente María de Vera Ladrón de Guevara y Enríquez de Navarra | ? -1813                                |
| III                                    | Manuel María de Vera Ladrón de Guevara y Bejarano             | 1813- ?                                |
| IV                                     | Vicente Javier de Vera de Aragón y Bejarano                   | ? -1800                                |
| V                                      | Victoria María Teresa Vera de Aragón y Nin de Zastrillas      | 1800-1855                              |
| VI                                     | Diego del Alcázar y Vera de Aragón                            | 1864-1924                              |
| VII                                    | Luis Gonzaga del Alcázar y Roca de Togores                    | 1924- ?                                |
| VIII                                   | Diego de Alcázar y Roca de Togores                            | ? - ?                                  |
| IX                                     | Diego del Alcázar y Caro                                      | 1965-1994                              |
| X                                      | César del Alcázar y Silvela                                   | 1996-actual titular                    |

## Historia de los condes del Sacro Romano Imperio

### Título austriaco
- Fernando de Vera y Zúñiga, "I conde del Sacro Romano Imperio".

Le sucedió su hija:
- María Antonia de Vera y de Vargas (n. en 1629), "II condesa del sacro Romano Imperio".

Le sucedió su hijo:
- Fernando Francisco Ladrón de Guevara y Vera (1650-1708), "III conde del Sacro Romano Imperio".

Le sucedió su hijo:
- Vicente Javier de Vera, Ladrón de Guevara y Torres, "IV conde del Sacro Romano Imperio".

### Reconocido en España como título del Reino
- Vicente Javier de Vera Ladrón de Guevara y Torres, I conde del Sacro Romano Imperio.

Le sucedió su hijo:
- Vicente María de Vera Ladrón de Guevara y Enríquez de Navarra (1731-1813), II conde del Sacro Romano Imperio, I duque de la Roca, VII conde de la Roca (elevado a ducado), V marqués de Peñafuente.

1. Casó con Francisca Bejarano del Águila, marquesa de Sofraga.

Le sucedió su hijo:
- Manuel María de Vera Ladrón de Guevara y Bejarano (n. en 1750), III conde del Sacro Romano Imperio.

Le sucedió su hermano:
- Vicente Javier de Vera de Aragón y Bejarano (1753-1800), IV conde del Sacro Romano Imperio, conde de Requena.

1. Casó con María Ana Nin de Zatrillas y Sotomayor, VII duquesa de Sotomayor

Le sucedió su hija:
- Victoria María Teresa Vera de Aragón y Nin de Zastrillas (1798-1855), V condesa del Sacro Romano Imperio, II duquesa de la Roca, marquesa de los Arcos, de Coquillas, de Sofraga, de Villaviciosa, condesa de Requena, de Montalvo.

1. Casó con Juan Gualberto del Alcázar y Venero Bustamante, VI marqués del Valle de la Paloma.

Le sucedió, en 1864, de su hijo Serapio del Alcázar y Vera de Aragón (1821-1880), VI marqués de Peñafuente, que casó con María del Carmen de Guzmán y Caballero, X condesa de Villamediana, el hijo de ambos, por tanto su nieto: 
- Diego del Alcázar y Vera de Aragón (1849-1940), VI conde del Sacro Romano Imperio, VIImarqués de Peñafuente, XIII conde de Añover de Tormes,  XI conde de Villamediana, II vizconde de Tuy (por rehabilitación a su favor en 1921), Gentilhombre de cámara con ejercicio del Rey Alfonso XIII.

1. Casó con María del Carmen Roca de Togores y Aguirre-Solarte.

Le sucedió su hijo:
- Luis Gonzaga del Alcázar y Roca de Togores, VII conde de Sacro Romano Imperio.

Le sucedió su hermano:
- Diego de Alcázar y Roca de Togores (1882-1964), VIII conde del Sacro Romano Imperio, VIII marqués de Peñafuente, XII conde de Villamediana.

1. Casó con María de la Piedad Caro y Martínez de Irujo, I duquesa de Santo Buono, VIII marquesa de la Romana.

Le sucedió en 1965, su hijo:
- Diego del Alcázar y Caro (1925-1964), IX conde del Sacro Romano Imoperio, IX marqués de Peñafuente, IX marqués de la Romana, XIII conde de Villamediana, XV conde de Añover de Tormes.

1. Casó con María Teresa Silvela y Jiménez-Arenas.

Le sucedió, en 1996, su hijo:
- César del Alcázar y Silvela (n. en 1954), X conde de Sacro Romano Imperio.